# Schwarze Schar
La Schwarze Schar (ovvero Banda Nera o Legione Nera in tedesco), ufficialmente Herzoglich Braunschweigisches Korps (Corpo del Duca di Brunswick in tedesco) ma anche nota con il soprannome di Black Brunswickers datole dai britannici, era una piccola formazione di volontari tedeschi, reclutati dal duca Federico Guglielmo di Brunswick per prendere parte alla guerra della quinta coalizione a fianco dell'Impero austriaco contro la Francia di Napoleone Bonaparte. Dopo la sconfitta dell'Austria, il contingente raggiunse la Gran Bretagna, prestando poi servizio con l'esercito britannico durante la guerra d'indipendenza spagnola e la guerra della settima coalizione.

## Storia

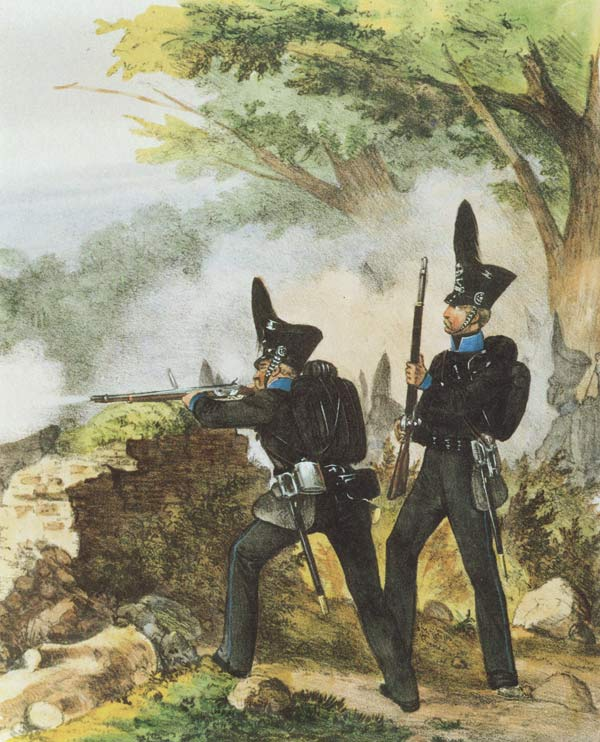
Fanti della Schwarze Schar in azione

Come conseguenza del trattato di Tilsit del luglio del 1807, il Ducato di Brunswick, alleato della Prussia nel precedente conflitto, fu sciolto e i suoi possedimenti incorporati dal neo-costituito Regno di Vestfalia, uno stato fantoccio dei francesi; lo spodestato duca Federico Guglielmo, sovrano del piccolo stato, si rifugiò quindi in Austria, acerrima nemica della Francia napoleonica, giurando vendetta. Nel febbraio del 1809, l'Austria decise di entrare in guerra contro la Francia, e il duca Federico Guglielmo propose al comando austriaco di reclutare a sue spese un corpo di volontari tedeschi con cui contribuire alla campagna.
Il 1º aprile l'unità, denominata ufficialmente Herzoglich Braunschweigisches Korps, venne riunita nella città di Náchod, in Boemia: era composta da un reggimento di fanteria (su due battaglioni di quattro compagnie ciascuno), e un reggimento misto di ussari e ulani (su otto squadroni), con aggregata una piccola unità di artiglieria a cavallo dotata di quattro cannoni; poiché l'unità vestiva uniformi nere ornate con il simbolo del Totenkopf, venne soprannominata Schwarze Schar (Banda Nera), e il suo comandante Schwarze Herzog (Duca Nero).
La guerra scoppiò il 10 aprile: la Banda Nera era schierata con l'armata austriaca della Boemia, impegnata a fronteggiare le forze del Regno di Sassonia, alleato dei francesi; l'unità prese d'assalto e occupò la città di Zittau il 31 maggio, per poi collaborare alla presa di Dresda l'11 giugno seguente. Il 12 luglio l'Austria, sconfitta nella battaglia di Wagram, stipulò un armistizio con la Francia; Federico Guglielmo non si sentì vincolato da questo trattato, e dalla Sassonia iniziò a marciare verso i porti del nord della Germania, attraversando il regno di Vestfalia. Il 29 luglio la Banda Nera sconfisse un contingente vestfaliano presso Halbestadt e, sfuggendo abilmente alla caccia del nemico, raggiunse il porto di Elsfleth il 7 agosto, dove si imbarcò su navi britanniche.
La Banda Nera passò quindi al servizio del Regno Unito, venendo inviata nella penisola iberica, dove un contingente britannico era impegnato a sostenere il Portogallo e la Spagna nella loro lotta contro i francesi. La Banda Nera non fu impiegata come un corpo unico, ma le sue unità furono divise tra varie formazioni britanniche: il reggimento di fanteria (ridenominato Brunswick Oels Jäger Regiment) fu riequipaggiato come un'unità di cacciatori e servì nell'armata anglo-portoghese del duca di Wellington, diviso per compagnie tra la 4ª, 5ª e 7ª Divisione; l'unità sbarcò a Lisbona l'8 ottobre 1810 e rimase in servizio fino alla conclusione della campagna nel febbraio del 1814, partecipando a diverse azioni tra cui le battaglie di Fuentes de Oñoro (6 maggio 1811), di Salamanca (22 luglio 1812), e di Vitoria (21 giugno 1813), guadagnandosi la stima dei comandanti britannici. Il reggimento di cavalleria (Brunswick Oels Hussar Regiment) operò invece con l'armata del generale sir John Murray, un'unità multinazionale impegnata a condurre operazioni anfibie lungo la costa orientale della Spagna; l'unità rimase in servizio con i britannici fino alla metà del 1815, ma vide poche azioni.

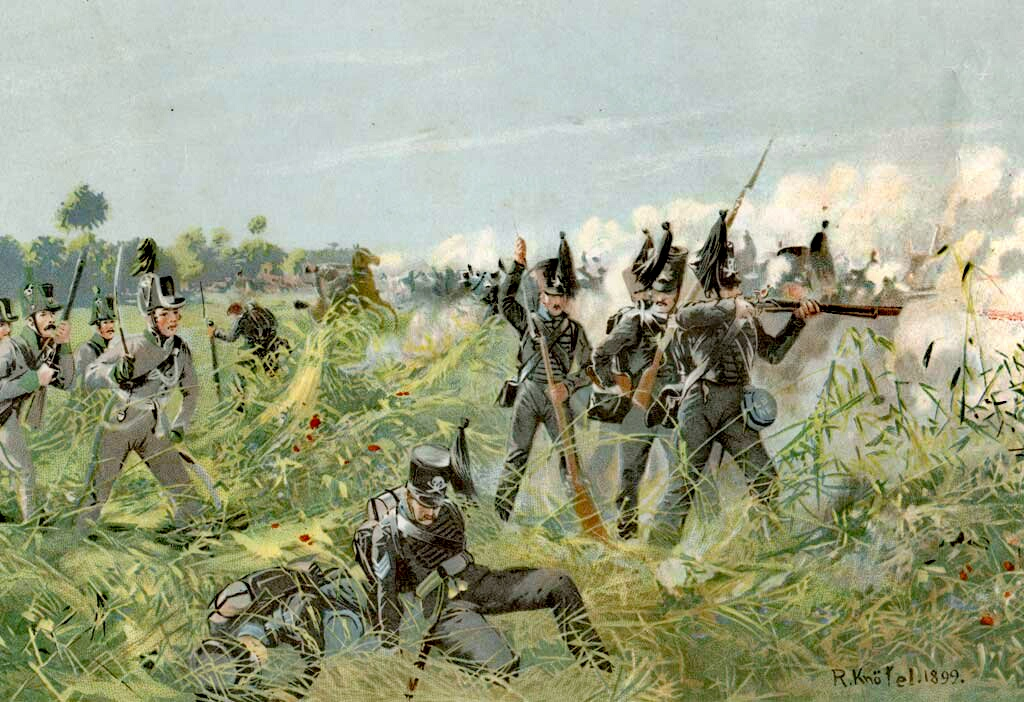
I fanti del Brunswick durante la battaglia di Quatre-Bras

Il ducato di Brunswick fu ricostituito sul finire del 1813, e i veterani della Banda Nera rientrarono in patria per andare a costituire il nucleo del nuovo esercito del piccolo stato. Con il ritorno di Napoleone dall'esilio e lo scoppio della guerra della settima coalizione nel giugno del 1815, l'esercito del Brunswick fu mobilitato per essere inserito nell'armata anglo-olandese del duca di Wellington, impegnata a contrastare i francesi nel Belgio: Federico Guglielmo mise in campo sette battaglioni di fanteria (uno di Guardie, tre di cacciatori e tre di fanteria di linea), il reggimento di ussari e una piccola unità di artiglieria, per complessivi 6.000 uomini; i battaglioni di fanteria andarono a costituire una piccola brigata autonoma sotto il comando dello stesso duca, mentre gli ussari furono aggregati al resto della cavalleria alleata.
La brigata del Brunswick fu duramente impegnata nella battaglia di Quatre-Bras il 16 giugno 1815: l'unità riuscì a contenere gli attacchi francesi, ma subì numerose perdite tra cui lo stesso Federico Guglielmo, ucciso nel pieno della battaglia. Sotto il comando del colonnello Olfermann, la brigata del Brunswick prese parte anche alla battaglia di Waterloo il 18 giugno seguente; schierata inizialmente tra le riserve, intervenne nel corso della battaglia per tamponare la falla apertasi nello schieramento alleato dopo la caduta della fattoria della Haye Sainte, comportandosi molto bene. Al termine della campagna, le unità del Brunswick fecero ritorno in patria.